# Klaus Hoffmann-Holland
Klaus Hoffmann-Holland (* 1971) ist ein deutscher Rechtswissenschaftler und Kriminologe. Er ist Vorsitzender Richter am Landgericht Berlin und Professor sowie seit 2014 Vizepräsident an der Freien Universität Berlin.

## Werdegang
Hoffmann-Holland studierte Rechtswissenschaften an der Universität des Saarlandes, der Universität Marburg und der Universität Gießen und absolvierte sein Referendariat in Mainz. Das erste juristische Staatsexamen legte er 1998 und das zweite juristische Staatsexamen legte er 2006 ab. Er wurde 2000 in Gießen promoviert und habilitierte sich 2005 ebendort (Venia legendi für Kriminologie, Strafrecht, Jugendstrafrecht und Strafvollzug). Er erhielt dafür den Dr.-Herbert-Stolzenberg-Preis. Er nahm Lehraufträge an der Universität Gießen und der University of Warwick wahr. 2007 erhielt Hoffmann-Holland Rufe der Deutschen Hochschule der Polizei in Münster, der Hochschule Fulda und der Freien Universität Berlin. Seit März 2008 ist er als Nachfolger von Ulrich Eisenberg Professor für Kriminologie und Strafrecht im Fachbereich Rechtswissenschaft der Freien Universität Berlin. Die Rufe der Georg-August-Universität Göttingen und der Universität Bern lehnte er 2012 ab. Seit Mai 2013 ist Hoffmann-Holland zudem Vorsitzender Richter am Landgericht Berlin.
Weitere Lehr- und Forschungsaufenthalte sowie Gastprofessuren hatte Hoffmann-Holland an der École normale supérieure Paris, der Johannes Keppler Universität Linz, am Center for Transnational Legal Studies London, an der Hebrew University of Jerusalem und  der Nihon University Tokyo. In den Jahren 2010 und 2011 war er zudem Adjunct Professor am Georgetown University Law Center beim Summer Law Program in London.

## Forschungsschwerpunkte
Hoffmann-Hollands Forschungsschwerpunkte liegen in der empirischen und theoretischen Kriminologie sowie im Allgemeinen Teil des Strafrechts.